# Stenoneurellys
Stenoneurellys är ett släkte av tvåvingar. Stenoneurellys ingår i familjen puckelflugor.
Kladogram enligt Catalogue of Life:
| Stenoneurellys | \| \| Stenoneurellys convergens \| \| \| \| \| \| Stenoneurellys laticeps \| \| \| \| |
|                | \| \| Stenoneurellys convergens \| \| \| \| \| \| Stenoneurellys laticeps \| \| \| \| |
|                | Stenoneurellys convergens                                                             |
|                |                                                                                       |
|                | Stenoneurellys laticeps                                                               |
|                |                                                                                       |